# Pierric Poupet
Pierric Poupet (* 18. August 1984 in Mont-Saint-Aignan) ist ein französischer Basketballtrainer und ehemaliger -spieler.

## Werdegang

### Spieler
Poupet bestritt zwischen 2003 und 2010 insgesamt 209 Spiele in der Ligue Nationale de Basket. Anschließend spielte er in der zweiten französischen Liga. 2008 erreichte er mit Chorale Roanne Basket die Endspielserie um die französische Meisterschaft. Mit Champagne Châlons Reims Basket wurde Poupet 2013 Zweitligavizemeister.

### Trainer
Poupet wurde in der Jugendabteilung von ASC Denain-Voltaire als Trainer tätig, betreute die U18-Mannschaft und war an der Weiterentwicklung des Nachwuchsleistungszentrum des Vereins beteiligt. 2021 wechselte er zu ASVEL Lyon-Villeurbanne und wurde dort Assistenztrainer. Nachdem ASVEL Cheftrainer TJ Parker entlassen hatte, betreute Poupet im Oktober 2023 die Mannschaft in einem Ligaspiel in Hauptverantwortung. Anfang Januar 2024 wurde er zum ASVEL-Cheftrainer befördert, als sich der Verein auch von Parkers Nachfolger Gianmarco Pozzecco trennte.